# Julian Hawthorne
Julian Hawthorne (ur. 22 czerwca 1846 w Bostonie, zm. 21 lipca 1934 w San Francisco) – amerykański pisarz i dziennikarz.
Był synem Nathaniela Hawthorne'a. W 1863 roku rozpoczął studia na Harvardzie, jednak ich nie ukończył.
Napisał biografię ojca Nathaniel Hawthorne and His Wife (1884).